# Американщина
«Американщина» — третий студийный альбом российского рэпера Карандаша, выпущенный в 2006 году.

## Запись
Запись альбома происходила в Нижнем Новгороде на студии «New Tone Studio». По причине того, что звукорежиссёр запил, запись альбома продолжилась при участии Шамана. Все последующие альбомы записывались на студии Шамана «Квазар-Музыка».

## Критика
По мнению Александра Горбачёва, Американщина — «один из лучших альбомов эпохи подъёма русского хип-хоп-мейнстрима: отменно спродюсированный, здорово придуманный, ироничный, остроумно высмеивающий накопившиеся штампы жанра — и предлагающий разумные им альтернативы». Алексей Мажаев в своей рецензии в журнале Play пишет о беззлобности «подколок» Карандаша в адрес прочих рэп-исполнителей: «к суровой необходимости забить ногами и рифмами „Касту“, Серёгу и Тимати Карандаш относится с несвойственной коллегам иронией». Музыкант, по словам критика, производит впечатление образованного человека с широким кругозором и хорошим чувством юмора. Альбом получает оценку 4 из 5, а среди лучших песен альбома выделяются «Американщина», «Не пытайся быть мной», «Критики» и «Баста, карапузики!».
Резюмируя вышедшую в 2012 году вторую часть альбома — альбом «Американщина 2» — Николай Редькин пишет, что идея читать рэп «на злобу дня» в долгосрочной перспективе не оправдывает себя — приходится напрягать память, чтобы вспомнить, о каких событиях идёт речь: «Какой бы хорошей ни казалась первая „Американщина“, слушать её сегодня получается с трудом». Тем не менее, та же концепция была использована на новом альбоме.

## Список композиций
| №                   | Название                                     | Длительность |
| ------------------- | -------------------------------------------- | ------------ |
| 1.                  | «Intro»                                      | 2:14         |
| 2.                  | «Прёт!» (feat. Спарцмен)                     | 4:24         |
| 3.                  | «Американщина»                               | 3:48         |
| 4.                  | «Переходы»                                   | 4:45         |
| 5.                  | «Не пытайся быть мной» (feat. Варчун & Дайм) | 4:32         |
| 6.                  | «Баста, карапузики!»                         | 3:19         |
| 7.                  | «Моё оружие»                                 | 3:35         |
| 8.                  | «Просто любите музыку» (скит)                | 0:42         |
| 9.                  | «Критики»                                    | 2:26         |
| 10.                 | «Шевели задом» (feat. Варчун)                | 4:26         |
| 11.                 | «Я не знаю» (feat. Dr. N-Drey)               | 3:11         |
| 12.                 | «Хорошо» (feat. Яна Крошкина)                | 4:04         |
| 13.                 | «Я в клубе»                                  | 2:32         |
| 14.                 | «Части тела»                                 | 3:18         |
| 15.                 | «Пиздатый бит»                               | 4:08         |
| 16.                 | «Прости мне»                                 | 3:32         |
| 17.                 | «Последний лист» (feat. Lenin)               | 3:23         |
| 18.                 | «Разговор»                                   | 3:36         |
| Общая длительность: | Общая длительность:                          | 1:01:55      |